# Lijst van Vlaamse ministers van Welzijn en Gezondheid
Dit is een lijst van ministers van Welzijn, (Volks)gezondheid, Gezin, Sociale Aangelegenheden en Armoedebestrijding in de Vlaamse regering. 
Welzijn, (Volks)gezondheid en Gezin zijn gemeenschapsbevoegdheden en heeft na onderwijs het grootste aandeel binnen het budget van de Vlaamse regering.

## Welzijn en gezin

### Lijst
| Nr. | Minister | Minister                  | Partij | Partij          | Begin             | Einde             | Regering(en)                  | Bevoegdheid                  |
| --- | -------- | ------------------------- | ------ | --------------- | ----------------- | ----------------- | ----------------------------- | ---------------------------- |
| 1   |          | Rika Steyaert (1925-1995) |        | CVP             | 22 december 1981  | 3 februari 1988   | Geens I, II                   | Gezin/ Gezin en Welzijnszorg |
| 2   |          | Jan Lenssens (1935-2006)  |        | CVP             | 3 februari 1988   | 21 januari 1992   | Geens III, IV                 | Welzijn en Gezin             |
| 3   |          | Wivina Demeester (1943)   |        | CVP             | 21 januari 1992   | 20 juni 1995      | Van den Brande I, II, III     | Welzijn en Gezin/ Gezin      |
| 4   |          | Luc Martens (1946)        |        | CVP             | 20 juni 1995      | 13 juli 1999      | Van den Brande IV             | Welzijn en Gezin             |
| 5   |          | Mieke Vogels (1954)       |        | Agalev          | 13 juli 1999      | 23 mei 2003       | Dewael                        | Welzijn                      |
| 6   |          | Adelheid Byttebier (1963) |        | Agalev / Groen! | 26 mei 2003       | 20 juli 2004      | Dewael, Somers                | Welzijn                      |
| 7   |          | Inge Vervotte (1977)      |        | CD&V            | 20 juli 2004      | 27 juni 2007      | Leterme                       | Welzijn en Gezin             |
| 8   |          | Steven Vanackere (1964)   |        | CD&V            | 28 juni 2007      | 29 december 2008  | Peeters I                     | Welzijn en Gezin             |
| 9   |          | Veerle Heeren (1965)      |        | CD&V            | 2 januari 2009    | 13 juli 2009      | Peeters I                     | Welzijn en Gezin             |
| 10  |          | Jo Vandeurzen (1958)      |        | CD&V            | 13 juli 2009      | 2 oktober 2019    | Peeters II, Bourgeois, Homans | Welzijn en Gezin             |
| 11  |          | Wouter Beke (1974)        |        | CD&V            | 2 oktober 2019    | 16 mei 2022       | Jambon                        | Welzijn en Gezin             |
| 12  |          | Hilde Crevits (1967)      |        | CD&V            | 18 mei 2022       | 30 september 2024 | Jambon                        | Welzijn en Gezin             |
| 13  |          | Caroline Gennez (1975)    |        | Vooruit         | 30 september 2024 | heden             | Diependaele                   | Welzijn                      |

## Volksgezondheid

### Lijst
| Nr.                                      | Minister | Minister                  | Partij | Partij          | Begin            | Einde             | Regering(en)                  | Bevoegdheid                         |
| ---------------------------------------- | -------- | ------------------------- | ------ | --------------- | ---------------- | ----------------- | ----------------------------- | ----------------------------------- |
| 1                                        |          | Roger De Wulf (1929-2016) |        | SP              | 22 december 1981 | 10 december 1985  | Geens I                       | Volksgezondheid                     |
| 2                                        |          | Jan Lenssens (1935-2006)  |        | CVP             | 10 december 1985 | 18 oktober 1988   | Geens II, III                 | Volksgezondheid                     |
| 3                                        |          | Hugo Weckx (1935)         |        | CVP             | 18 oktober 1988  | 21 januari 1992   | Geens IV                      | Volksgezondheid                     |
| vacant (21 januari 1992-5 februari 1992) |          |                           |        |                 |                  |                   |                               |                                     |
| 4                                        |          | Wivina Demeester (1943)   |        | CVP             | 5 februari 1992  | 13 juli 1999      | Van den Brande II, III, IV    | Gezondheidsinstellingen/ Gezondheid |
| 5                                        |          | Mieke Vogels (1954)       |        | Agalev          | 13 juli 1999     | 23 mei 2003       | Dewael                        | Gezondheid                          |
| 6                                        |          | Adelheid Byttebier (1963) |        | Agalev / Groen! | 26 mei 2003      | 20 juli 2004      | Dewael, Somers                | Gezondheid                          |
| 7                                        |          | Inge Vervotte (1977)      |        | CD&V            | 20 juli 2004     | 27 juni 2007      | Leterme                       | Volksgezondheid                     |
| 8                                        |          | Steven Vanackere (1964)   |        | CD&V            | 28 juni 2007     | 29 december 2008  | Peeters I                     | Volksgezondheid                     |
| 9                                        |          | Veerle Heeren (1965)      |        | CD&V            | 2 januari 2009   | 13 juli 2009      | Peeters I                     | Volksgezondheid                     |
| 10                                       |          | Jo Vandeurzen (1958)      |        | CD&V            | 13 juli 2009     | 2 oktober 2019    | Peeters II, Bourgeois, Homans | Volksgezondheid                     |
| 11                                       |          | Wouter Beke (1974)        |        | CD&V            | 2 oktober 2019   | 16 mei 2022       | Jambon                        | Volksgezondheid                     |
| 12                                       |          | Hilde Crevits (1967)      |        | CD&V            | 18 mei 2022      | 30 september 2024 | Jambon                        | Volksgezondheid                     |

## Sociale Aangelegenheden

### Lijst
| Nr.                                       | Minister | Minister                  | Partij | Partij | Begin            | Einde            | Regering(en)              | Bevoegdheid                            |
| ----------------------------------------- | -------- | ------------------------- | ------ | ------ | ---------------- | ---------------- | ------------------------- | -------------------------------------- |
| 1                                         |          | Rika Steyaert (1925-1995) |        | CVP    | 22 december 1981 | 10 december 1985 | Geens I                   | Sociale Zaken                          |
| vacant (10 december 1985-21 januari 1992) |          |                           |        |        |                  |                  |                           |                                        |
| 2                                         |          | Leona Detiège (1942)      |        | SP     | 21 januari 1992  | 1 januari 1995   | Van den Brande I, II, III | Sociale Aangelegenheden/ Sociale Zaken |
| 3                                         |          | Leo Peeters (1950)        |        | SP     | 1 januari 1995   | 20 juni 1995     | Van den Brande III        | Sociale Zaken                          |
| 4                                         |          | Theo Kelchtermans (1943)  |        | CVP    | 20 juni 1995     | 13 juli 1999     | Van den Brande IV         | Sociale Zaken                          |

## Armoedebestrijding

### Lijst
| Nr. | Minister | Minister               | Partij | Partij  | Begin             | Einde             | Regering(en)      |
| --- | -------- | ---------------------- | ------ | ------- | ----------------- | ----------------- | ----------------- |
| 1   |          | Ingrid Lieten (1964)   |        | sp.a    | 13 juli 2009      | 25 juli 2014      | Peeters II        |
| 2   |          | Liesbeth Homans (1973) |        | N-VA    | 25 juli 2014      | 2 oktober 2019    | Bourgeois, Homans |
| 3   |          | Wouter Beke (1974)     |        | CD&V    | 2 oktober 2019    | 16 mei 2022       | Jambon            |
| 4   |          | Benjamin Dalle (1982)  |        | CD&V    | 18 mei 2022       | 30 september 2024 | Jambon            |
| 5   |          | Caroline Gennez (1975) |        | Vooruit | 30 september 2024 | heden             | Diependaele       |